# Sandro Verzari
Sandro Verzari (Ronciglione, 18 luglio 1949 – Roma, 23 maggio 2007) è stato un trombettista italiano.
Nella sua carriera è stato prima tromba dell'Orchestra Sinfonica di Roma della RAI, dell'Orchestra Sinfonica Nazionale della RAI e ha collaborato con la Sächsische Staatskapelle Dresden, è stato inoltre docente di tromba presso il Conservatorio Alfredo Casella dell'Aquila.
È stato sposato, fino alla sua morte, con il soprano Mariella Devia.

## Discografia
- Giuseppe Torelli - Sonate, sinfonie e concerti, Bongiovanni, 1990.
- Tessarini, Valentino, Stradella - Sonate, sinfonie e concerti per tromba e organo, Bongiovanni, 1997.
- Ricerca e musica insieme - Concerti per tromba vol.1, AISERV.

## Opere
- Studi di tecnica, ed. Ricordi, 1985.
- Sedici Studi Caratteristici, ed. Ricordi, 1987.
- Esercizi giornalieri per tromba, ed. Ricordi, 1989.
- Esercizi di tecnica per tromba, Riverberi Sonori, 2001.